# Аттендоло, Муцио
Му́цио Атте́ндоло (итал. Muzio Attendolo) по прозвищу «Сфо́рца» (итал. Sforza — «Сильный»; 28 мая 1369 — 4 января 1424) — итальянский кондотьер, основатель династии Сфорца.

## Биография

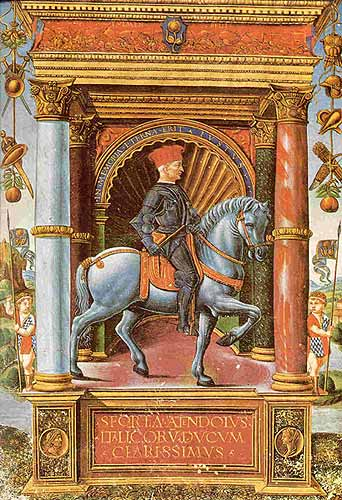
Муцио Аттендоло на изображении XV века

Родился в селении Котиньола (Романья) в состоятельной семье Аттендоло, был крещён именем Джакомо. «Муцио» — сокращение от уменьшительного Джакомуццо. Родители — Джованни Аттендоло и Элиза деи Петрацини.
В возрасте 15 лет присоединился к отряду кондотьера Больдрино да Пеникале. Согласно легенде, проходившие мимо солдаты позвали его с собой, Муцио метнул топор и загадал: если он застрянет в дереве, то юноша пойдёт с солдатами, если упадёт на землю, то останется. Эта история стала семейной легендой: когда герцог Франческо Сфорца показывал свой миланский замок, он приговаривал, лукаво поглядывая вокруг, что всему этому они обязаны роковому топору, застрявшему в дереве.
Следующие 15 лет Муцио прослужил с кондотьером Альберико да Барбиано в компании Святого Георгия (кондотте), именно тогда заслужил своё прозвище «Сильный» (итал. Сфорца). И заслуженно: он обладал огромной физической силой, мог согнуть подкову и вскочить в седло в полном вооружении.
Со своими людьми служил Джан Галеаццо Висконти, но из-за клеветы был вынужден бежать из Милана. Поступил на службу Флоренции. Служил Ферраре и Риму. Папа передал ему в личное владение родной город — Котиньолу.
Поступил на службу к Владиславу Неаполитанскому, который воспитывал взятого в заложники сына Муцио Франческо вместе с принцами. Король подарил мальчику несколько городов и сделал его графом Трикарико. Новая королева Джованна II Неаполитанская, став правительницей после смерти брата, отличалась невоздержанностью в личной жизни. По наговору одного из её ревнивых фаворитов по фамилии Алопо, Сфорца был арестован и провёл в заключении 4 месяца. Затем в поисках военной поддержки Алопо освободил Сфорца и выдал за него свою сестру. Через некоторое время королева вышла замуж, и Алопо, её фаворит, пал, почти увлекая за собой Муцио.
В последующие годы боролся с кондотьерами Терци, Браччо и Тартальей. Был сторонником Людовика Анжуйского в его борьбе с королевой Джованной. Во время одной из битв с Браччо утонул при форсировании реки Пескары.
Дело отца продолжил его сын Франческо.

## Брак и дети
Любовница по имени Лючия Трегани (Лючия ди Терцано) родила ему по меньшей мере семерых детей (в том числе Франческо и Алессандро Сфорца), но перед женитьбой Муцио выдал её замуж за своего офицера. В 1409 году женился на Антонии, сестре графа Салимбени, правителя Кортоны. Законная супруга родила ему сына Босио, который был убит молодым, но оставил потомство от наследницы графов Санта Фьора в Тоскани Сесилии Альдобрандески. Потомки Босио правили в Тоскане до середины XVII века, пережив все остальные ветви дома Сфорца. Второй супругой Муцио стала сестра Пандульфо Алопо, по имени Кателла (Катерина), родившая двух детей. Третий брак — с Марией, вдовой Людовика II Арагонского и графа Челано, родившей Габриэля, в будущем монаха.